# Наше слово (журнал, Полтава)
«Наше слово» — літературний, громадсько-політичний і науково-популярний ілюстрований журнал. Виходив у Полтаві протягом 1928 року (8 номерів) як додаток до газети «Більшовик Полтавщини». 
Редагував видання Лавро Дяченко (1900—1937), український радянський поет і журналіст, редактор  газет «Робітник» та «Більшовик Полтавщини». 
Друкувалися поезія, проза, публіцистика, критика, бібліографія. Автори художніх творів: Олекса Діхтяр, Юрій Жилко, Марат Андрущенко, Семен Журахович, М. Корсун, Кость Лаврунов, В. Онищенко, С. Тарашкевич та інші. 
Вміщено «Нариси з історії українського письменства» Пилипа Капельгородського, публіцистичний нарис «Боротьба за радянську владу на Полтавщині» Лавра Дяченка, нарис «Чужі закони» М. Залки, спогади про Панаса Мирного тощо. Критико-бібліографічний відділ вів Григорій Майфет.